# سیف‌الله میرزا
سیف‌الله میرزا (۱۴ رجب ۱۲۲۹- ۱۲۷۷) شاهزاده قاجار و چهل و دومین فرزند پسر فتحعلی‌شاه بود. مادر او خازن‌الدوله از زنان محبوب فتحعلی شاه بود. سیف‌الله میرزا در ۱۲۵۲ هـ ق به حکومت سمنان رسید، در ۱۲۷۱ هـ ق حاکم قزوین و پس از آن حاکم ملایر و تویسرکان شد. همسر عقدی سیف‌الله میرزا دختر میرزا عبدالکریم پسر نشاط اصفهانی بود.
او صاحب هشت دختر و پنج پسر بود:
1. خجسته خانم تاج‌الدوله، دومین همسر عقدی ناصرالدین شاه
2. تاج‌ماه‌خانم، همسر میرزا یوسف مستوفی‌الممالک (بلااولاد)
3. فاطمه‌خانم
4. نصرالله میرزا
5. جهان‌سلطان‌خانم، همسر عبدالحسین میرزا شمس‌الشعرا
6. جهان‌بخش میرزا
7. جهانگیر میرزا
8. سلطان‌حسین میرزا (از دختر میرزا عبدالکریم)
9. یدالله میرزا، از ملازمان مظفرالدین میرزا در تبریز
10. ماه‌تابان‌خانم، همسر ساسان‌میرزا بهاءالدوله
11. نوش‌آفرین‌خانم
12. رفعت‌السلطنه
13. بلقیس‌خانم، همسر احمد میرزا معین‌الدوله
14. مهرارفع خانم، همسر احمدخان سرتیپ
15. جهانسوز میرزا
16. سیف‌الدین میرزا "مدیر توپخانه"، پدر محمدحسین جهانبانی

نوادگان سیف‌الله میرزا در دوره قاجار و پهلوی عهده‌دار مشاغل نظامی مهمی شدند. آنان پس از اجباری شدن نام خانوادگی در دوره رضاشاه، نام «جهانبانی» را برگزیدند. در سال ۱۳۱۷ امان‌الله جهانبانی و به دنبال او سایر اعضای خاندان جهانبانی مورد غضب رضا شاه واقع شدند. شاه دستور اخراج تمام جهانبانی‌ها را از ارتش داد. در نتیجه عده‌ای از آنان نام خانوادگی خود را به نام‌های «کی‌کاووسی»،«فتحعلی پور»، «جهانبینی» و «شه‌بنده» تغییر دادند.